# جینل زوگ-سیریج
جینل زوگ-سیریج (انگلیسی: Jinelle Zaugg-Siergiej؛ زادهٔ ۲۷ مارس ۱۹۸۶) بازیکن هاکی روی یخ اهل ایالات متحده آمریکا است.